# Janusz Prusiński
Janusz Prusiński (ur. 4 sierpnia 1953 w Świeciu) – polski naukowiec, profesor zwyczajny Uniwersytetu Technologiczno-Przyrodniczego w Bydgoszczy, wykładowca akademicki.

## Kariera naukowa
W 1977 roku ukończył studia na Wydziale Rolnictwa Akademii Techniczno-Rolniczej w Bydgoszczy (praca mgr nt. Wpływ niektórych czynników agrotechnicznych i ekologicznych na plonowanie stokłosy uniolowatej (Bromus unioloides L.). W 1986 roku uzyskał stopień doktora (praca dr nt. Reakcja wybranych odmian soi (Glycine max.) na termin siewu i przedsiewną wilgotność nasion). W latach 1988–1989 odbył 16-miesięczny staż naukowy zorganizowany przez Fundację Kościuszkowską i Church of the Brethren w New York State Agricultural Experiment Station w Genevie (część Cornell University) w USA.
Habilitował się w 1996 roku na podstawie rozprawy hab. nt. Biologiczne i agrotechniczne uwarunkowania rozwoju i plonowania zróżnicowanych genotypów łubinu żółtego (Lupinus luteus L.).
W 2002 uzyskał tytuł profesora nauk rolniczych, a w 2006 – profesora zwyczajnego.
Od ukończenia studiów związany jest z Akademią Techniczno-Rolniczą w Bydgoszczy (obecnie Uniwersytet Technologiczno-Przyrodniczy). Specjalizuje się w postępie biologicznym w produkcji roślinnej oraz nasiennictwie, głównie roślin strączkowych.
Pełnił funkcję prorektora ds. dydaktycznych i studenckich ATR w latach 2002-2005 oraz w latach 2008-2015 prorektora ds. dydaktycznych i studenckich UTP.

## Nagrody i wyróżnienia
- Złoty Medal z wyróżnieniem na 57 Światowych Targach Wynalazczości, Badań Naukowych i Nowych Technik Brussels Innova (Brussels Eureka) (2008) oraz Puchar i Dyplom MNiSzW za międzynarodowe osiągnięcia wynalazcze twórców na XVI Giełdzie Wynalazków Wyróżnionych na Światowych Wystawach (Warszawa 2008) za wynalazek „Sposób regulacji fizycznego etapu kiełkowania nasion”.
- Złoty medal Stowarzyszenia Wynalazców i Producentów Francuskich za „Procédé de régulation de la phase physique de la germination des graines” na 108 Międzynarodowym Salonie Wynalazczości „Concours – Lepine” w Paryżu (2009)[2].